# Урамфіт
Урамфіт — мінерал, водний фосфат уранілу й амонію шаруватої будови. Група метаотеніту.
Назва — за вмістом урану, амонію та фосфату, З. А. Некрасова, 1957).

## Опис
Хімічна формула: (NH4)(UO2)[PO4]•3H2O.
Містить у % (із зони окиснення уранового родов.): NH4 — 4,60; UO3 — 68,70; P2O5 — 15,63; H2O — 11,00.
Сингонія тетрагональна. Утворює дрібні квадратні таблички. Спайність по двох напрямах ясна. Густина 3,7. Тв. 2-3. Колір пляшково-зелений до блідо-зеленого. Блиск скляний. Прозорий. Зустрічається в зоні окиснення уранових родовищ, в тріщинах вугілля в Уран-вугільних родовищах.